# Shah Alam Stadium
Das Shah Alam Stadium (malaiisch Stadium Shah Alam) ist ein Fußballstadion mit Leichtathletikanlage im Osten der malaysischen Stadt Shah Alam, Hauptstadt des Bundesstaates Selangor. Die Arena ist in Besitz der Stadt Shah Alam und bietet derzeit 69.372 Sitzplätze. Es können einige Sitz- in Stehplätze umgewandelt werden, was die Kapazität dann auf 80.000 Plätze erhöht. Um das Stadion stehen insgesamt 5.500 Parkplätze für Besucher zur Verfügung.

## Geschichte
Das Shah-Alam-Stadion wurde vom Architekten Hijjaz Kasturi entworfen. Die Bauarbeiten begannen im Jahr 1991; die Eröffnung des Stadions wurde am 16. Juli 1994 mit dem Spiel Selangor FA gegen die Mannschaft von Dundee United aus Schottland gefeiert. Der Fußballclub Selangor FA trug in der Sportstätte bis 2021 seine Heimspiele aus. Die Arena wird von zwei großen Dachbögen überspannt. Bis zur Einweihung des Nationalstadions Bukit Jalil im Jahr 1998 war es das größte Stadion Malaysias. Die Anlage befindet sich in einem Sportkomplex, zu dem u. a. die Mehrzweckhalle Malawati-Stadium  mit 12.000 Plätzen, eine Kartbahn sowie ein Schwimmbad und eine Tauchbasis gehört. Zudem befand sich hier die Motorsport-Rennstrecke Shah Alam Circuit bis zum Abriss im Jahr 2003. 2007 war das Stadion Austragungsort der Gruppenspiels Usbekistan gegen China in der Gruppe C der Fußball-Asienmeisterschaft. Das Finalturnier der ASEAN-Fußballmeisterschaft 2012 wurde neben den Städten Kuala Lumpur und Bangkok auch in Shah Alam ausgetragen. 2014 fand das Hinspiel im Halbfinale der Fußball-Südostasienmeisterschaft im Shah Alam Stadium statt.
2021 ist der Selangor FA in das MBPJ Stadium umgezogen. Der Grund dafür ist der schlechte Zustand des Shah Alam Stadium. Das Stadion ist baufällig und das Polycarbonatdach ist undicht. Der Spielfeldrasen ist unbespielbar und es gibt Probleme mit der Infrastruktur. Im Juni 2022 wurden Pläne für die Renovierung des Stadions bekannt. Über die Umsetzung muss noch entschieden werden, denn auch ein moderner Neubau mit 30.000 bis 40.000 Plätzen ist im Gespräch.
Mitte Mai 2025 wurde eine Umgestaltung des maroden Stadion in einen Sportkomplex angekündigt. Die Architekten von Populous und das lokale Unternehmen Hijjas wurden mit den Plänen betraut. Am 16. Mai des Jahres hat die Regierung von Selangor über Menteri Besar Selangor (Incorporated) bzw. MBI Lembaran Prospek Sdn Bhd (LPSB), als Hauptauftragnehmer für das Projekt beauftragt. Der Auftrag der LPSB hat einen Gesamtwert von 2,937 Mrd. RM (rund 608 Mio. €). Das Shah Alam Stadium wird abgerissen und durch ein Stadion mit bis zu 45.000 Sitzplätzen ersetzt. Es wird über ein versenkbares Spielfeld und zwei Trainingsflächen verfügen. Das Malawati-Stadium und alle weiteren Gebäude auf dem bestehenden Projektgelände werden abgerissen. Neue öffentliche Plätze und angelegte Gärten werden geschaffen. Das neue Stadion soll ein Treffpunkt werden, der ganzjährig der Öffentlichkeit zur Verfügung steht. Das Shah Alam Stadium war weniger als 30 Tage im Jahr in Betrieb. Der modernisierte KSSA (Kompleks Sukan Shah Alam) soll außerdem eine neue Mehrzweckhalle, Fußballtrainingsplätze, eine Arena sowie spezielle Bereiche für Kunst, Kulturveranstaltungen und Aufführungen umfassen. Im Mittelpunkt des neuen Komplexes wird eine 310.000 m² große Grünfläche mit einem botanischen Garten, Lauf- und Radwegen sowie Spazierwegen stehen. Der neue Komplex wird Elemente aus Sport, Einzelhandel und Unterhaltung vereinen, einschließlich einer Lifestyle-Mall, die direkt mit der Indoor-Arena und dem Hauptstadion verbunden sein wird. Der Politiker Amirudin Shari sagte: „Die Integration von Hotels, Restaurants und einem Transitterminal soll Arbeitsplätze schaffen und die lokale Wirtschaftstätigkeit ankurbeln.“ Es wird von einer Bauzeit von vier Jahren (bis 2029) ausgegangen.

## Galerie

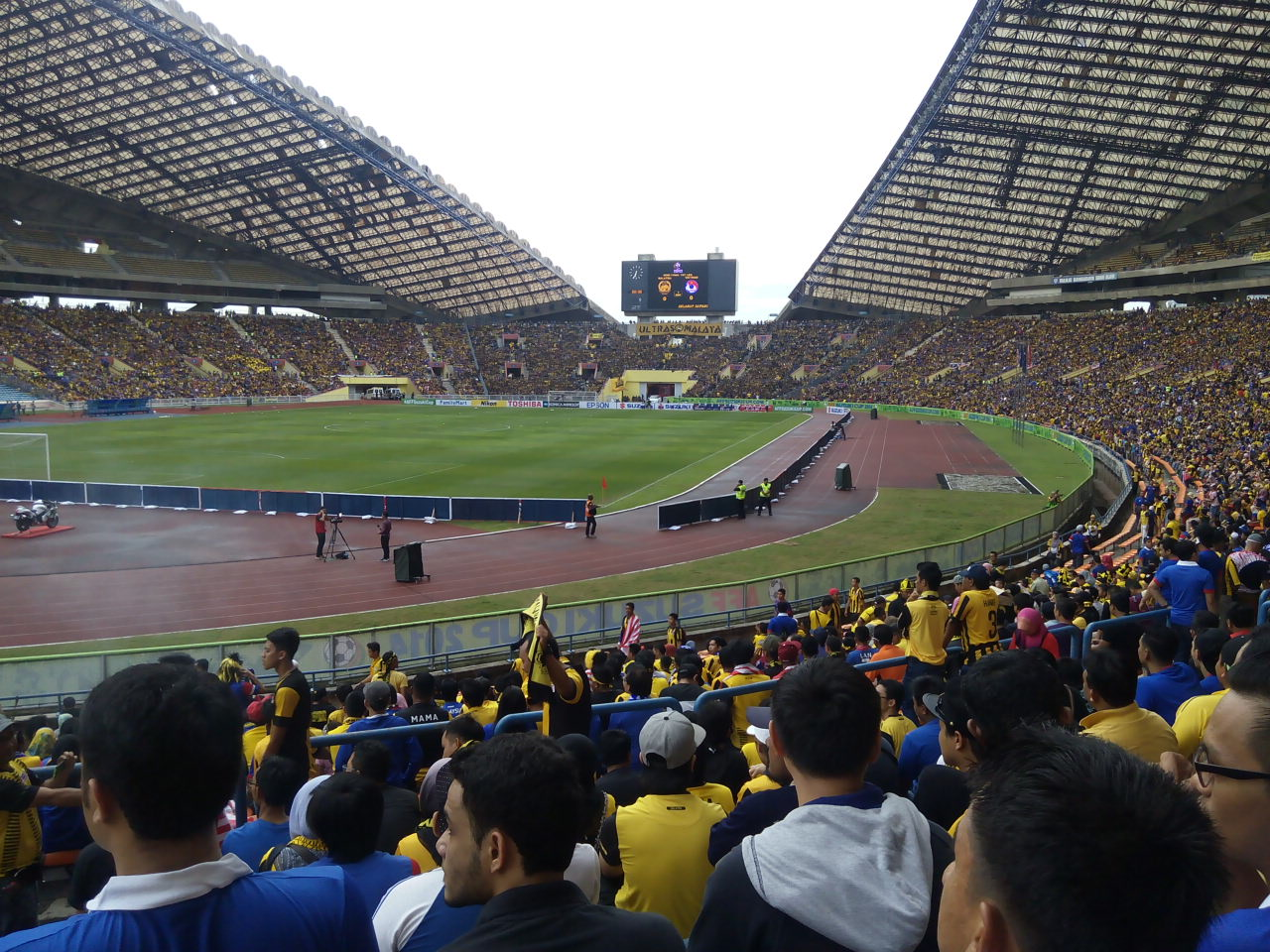
Blick in den Innenraum beim Halbfinalspiel Malaysia gegen Vietnam (1:2) bei der Fußball-Südostasienmeisterschaft am 7. Dezember 2014